# بیگانوو (استان اشوی‌داشکسیه)
بیگانوو (به لهستانی: Bieganów) یک منطقهٔ مسکونی در لهستان است که در گمینا رادکوو (استان اشوی‌داشکسیه) واقع شده‌است.